# Rengårdsberget
Rengårdsberget är ett naturreservat i Umeå kommun i Västerbottens län.
Området är naturskyddat sedan 2016 och är 88 hektar stort. Reservatet omfattar berget med dess sluttningar ner till en mindre tjärn i väster och Ögerträsket i öster. Reservatet består av gammal granskog.